# Tol (recht)

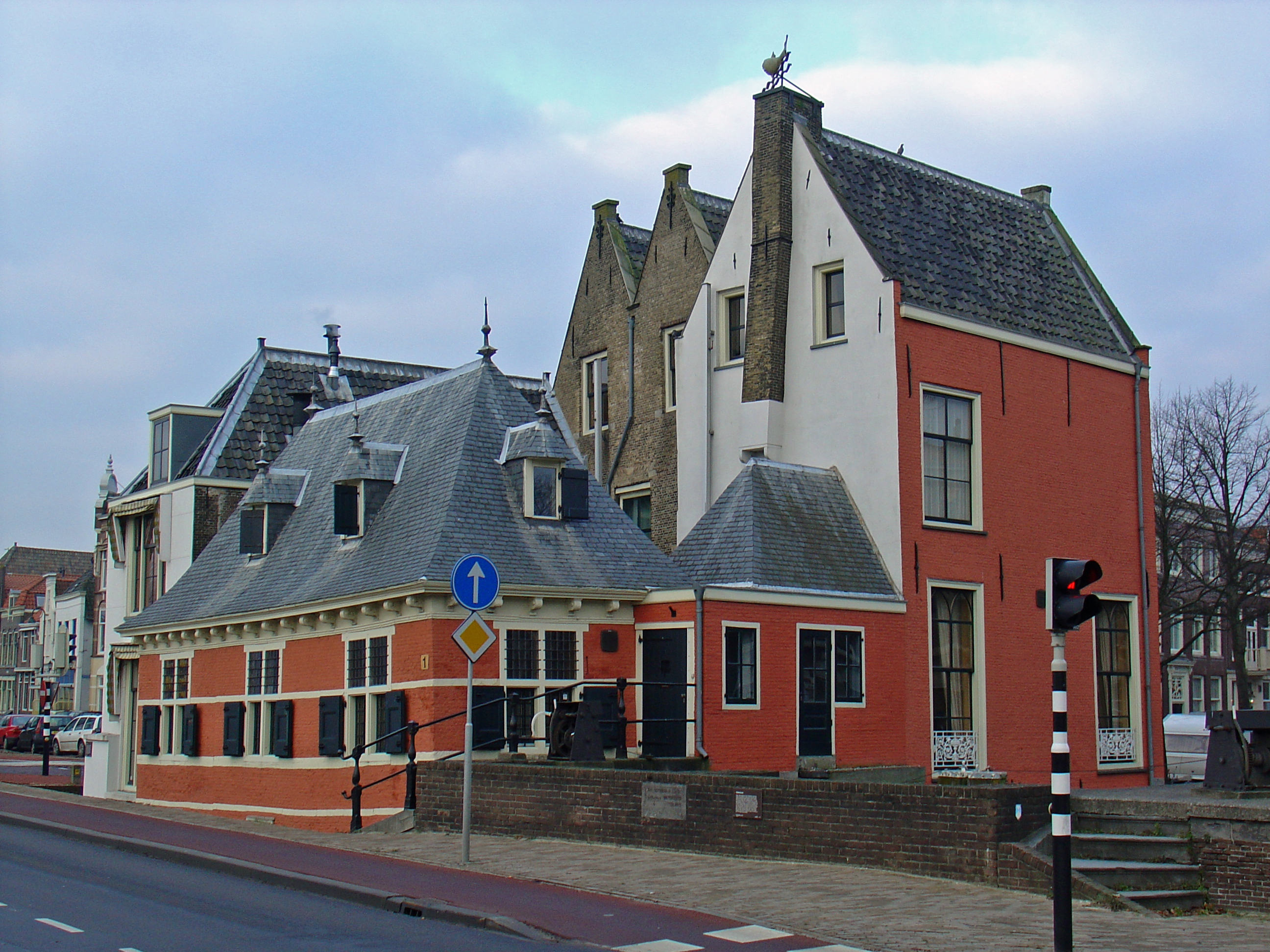
Het Tolhuis in Gouda aan de Goudse haven, een lucratieve plek tussen de Hollandse IJssel en de Gouwe

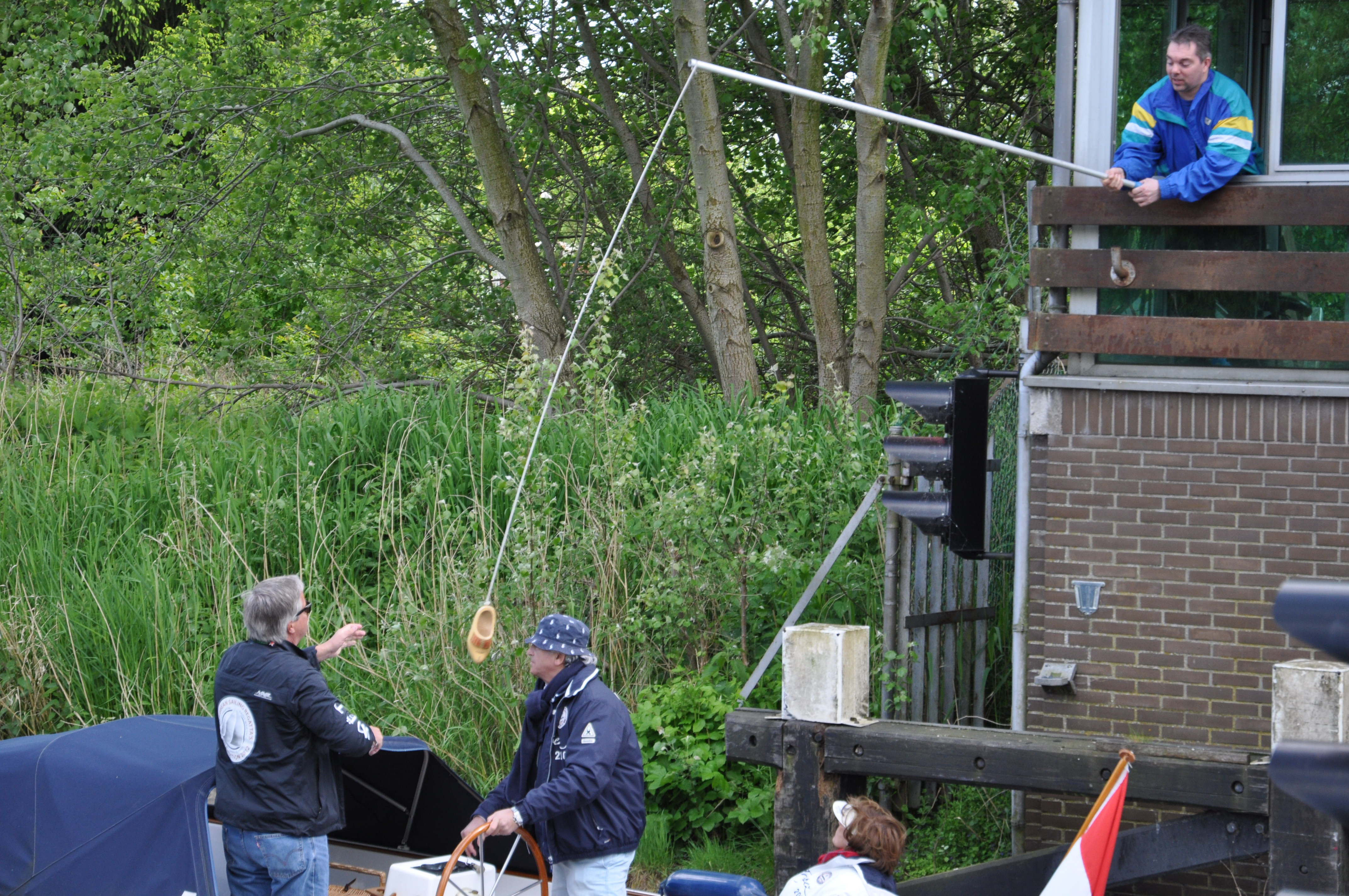
Bruggeldheffing met behulp van een klomp bij de brug over de Hollandse IJssel in Oudewater

Tolrecht is het recht van de beheerder van een vaarweg of landweg een heffing op te leggen voor het gebruik ervan inclusief kunstwerken als bruggen en tunnels. Deze tol wordt vaak geheven aan de ingang van de tolweg, bijvoorbeeld in een tolhuis, tolhek, tolboom, tolpaal of tolpoort, een plek die ook wel kortweg tol wordt genoemd.
Het tolrecht behoort sinds het Frankische Rijk tot de regalia, koninklijke rechten, die in de feodaliteit werden uitgegeven aan de leenmannen. Dezen exploiteerden ze aanvankelijk zelf, maar verleenden het recht later weer aan steden en landedelen. Ten slotte kon iedere particulier vergunning krijgen voor het aanleggen van een weg inclusief het heffen van tolgeld.

## Nederland

### Geschiedenis
Tolheffing vindt al eeuwen plaats en was tot de 17e eeuw met name van belang op rivieren, waar het meeste vervoer over ging. Riviertollen zijn reeds bekend vanaf de 11e tot en met de 13e eeuw in plaatsen als Dordrecht, Lobith, Schoonhoven en Vlaardingen. Tol werd geheven door de landheren binnen wiens gebied de betreffende rivier zich bevond. De graven van Holland en Gelre gebruikten de riviertollen tweeledig; om hun hofhouding en oorlogen mede te bekostigen en om de handel binnen eigen gebied te bevorderen.
Vanaf de 17e eeuw begon de handel over land te groeien en werden betere wegen aangelegd, die werden bekostigd met wegtollen. Een voorbeeld hiervan is de Scheveningseweg, de straatweg van Den Haag naar Scheveningen, die in 1665 werd ontworpen door Constantijn Huygens. Tolhuizen verrezen daarop aan bijna alle verbindingswegen en invalswegen. Bij dergelijke tolhuizen vermeldde een tarievenbord de prijs die diende te worden betaald alvorens tolhek of tolboom werd geopend voor doorgang. De watertollen groeiden in de loop der tijd uit tot convoyen en licenten (in-, uit- en doorvoerrechten, zie de geschiedenis van de douanewetgeving), die dienden te worden afgedragen aan de regering van de Republiek der Zeven Verenigde Nederlanden. De landtollen werden daarentegen gebruikt voor het in stand houden en verbeteren van de wegen.
Dit bleef zo tot 1811, toen Napoleon bij decreet alle rijkstollen afschafte in Nederland. Daarvan uitgezonderd waren de tollen die door gemeenten en particulieren werden geheven. Koning Willem I herstelde het oude systeem echter weer in 1815 zodat hij een impuls kon geven aan de weg- en waterbouw. Tolheffing werd nu ingesteld volgens een vast stramien. Om de 5 kilometer (ongeveer een uur lopen) een tolhek en wel zo dat steden zich altijd in het midden van een dergelijke afstand bevonden; op 2,5 kilometer van elke stad stond een tolboom. Er kwam echter ook een abonnement beschikbaar voor diegenen die de tolboom vaak moesten passeren. Tol kon soms worden afgekocht voor een jaar. De tol werd geheven door een tolpachter wanneer het om een particuliere weg ging en door een tolgaarder (ambtenaar) wanneer het om een rijksweg ging. Vrijstelling van tol hadden onder andere de paarden van het Koninklijk Huis, boerderijen, molens en fabrieken die zich binnen 2,5 kilometer van de tol bevonden.
In de tweede helft van de 19e eeuw kwamen particuliere spoorlijnen beschikbaar, waardoor het gebruik van dé traditionele vervoermiddelen waarover eeuwenlang tol werd geheven; de diligence en trekschuit, sterk afnam en daarmee ook de tolgelden. De opbrengst van de zeven tollen op de weg tussen Den Haag en Haarlem nam bijvoorbeeld af met 70%. Dit had als gevolg dat het aantal tollen sterk daalde. Uiteindelijk werden op 1 mei 1900 alle rijkstollen afgeschaft. Gemeentelijke en particuliere tollen gingen echter verder en stelden toltarieven op voor nieuwe vervoermiddelen als stoomtram, fiets en auto. Sommige tollen bleven bestaan tot na de Tweede Wereldoorlog.
Sinds de 20e eeuw wordt nog wel tijdelijke tol geheven bij verschillende bruggen en tunnels om ze te kunnen bekostigen, zoals de Zeelandbrug (tot 1993), de Kiltunnel en de Westerscheldetunnel. De overige verbruiksbelastingen worden echter geheven middels wegenbelastingen en accijnzen. Wel resteren bruggeld (zie ook brugwachter) en sluisgeld (schutgeld; zie ook sluiswachter).
Verschillende geografische namen herinneren nog aan het grootschalige netwerk van tolhuizen en tolhekken. Voorbeelden zijn de Groningse gehuchten Noordhornertolhek en Tolhek, de Nijmeegse wijk Tolhuis, en het voormalige kasteel Tolhuis bij Lobith.
In Amsterdam herinnert de naam Tolstraat aan het tolhek ter hoogte van deze straat op de Amsteldijk.

## België
De vrije lokale en regionale handel in België lag tot 1860 aan banden door allerlei tolbarrières. In bepaalde plaatsen zoals te Kortrijk werd tol gehoffen aan de stadspoorten. Vele handelaars en industriëlen hielden niet van deze belemmering voor handel. Vanaf 1860 werden alle tolwegen geleidelijk afgeschaft.
De Liefkenshoektunnel, geopend in 1991, is tegenwoordig de enige tolweg in België.
Een stadstol in het Brusselse Gewest wordt op dit moment voorgesteld.
In België wordt nog tol geheven op waterwegen.

## Andere landen
In vele andere landen bestaan tolwegen. Meestal betreft dit autowegen die geëxploiteerd worden door een maatschappij. Voor sommige van deze wegen zijn tolvignetten vereist. In Brazilië zit in elke auto een verplichte chip SINIAV, waarmee ook tolbetalingen gedaan kunnen worden.